# Copa de Europa 3x3 de Baloncesto Femenino
El Campeonato Europeo 3x3 de Baloncesto, es una competición bianual de baloncesto, de selecciones nacionales femeninas de la modalidad 3x3 de Europa. Está organizada por FIBA Europa y se disputa desde 2014. Cada equipo dispone de 4 jugadores (3 en pista y uno en el banquillo). El partido se juega en media pista de baloncesto, aplicando la regla de los 12 segundos de posesión.

## Campeonatos celebrados
| 2014 Detalles | Bucarest   | Rusia        | 16–13 | Eslovenia    | Bélgica      | 16–10 | Países Bajos |
| 2016 Detalles | Bucarest   | Hungría      | 21–14 | Rumania      | Rusia        | 15–13 | Suiza        |
| 2017 Detalles | Ámsterdam  | Rusia        | 22–14 | España       | Países Bajos | 19–15 | Francia      |
| 2018 Detalles | Bucarest   | Francia      | 21–5  | Países Bajos | Ucrania      | 17–16 | Italia       |
| 2019 Detalles | Debrecen   | Francia      | 14–12 | España       | Letonia      | 17–13 | Países Bajos |
| 2021 Detalles | París      | España       | 16–12 | Alemania     | Francia      | 19–13 | Rusia        |
| 2022 Detalles | Graz       | Francia      | 21–14 | Países Bajos | Polonia      | 16–13 | España       |
| 2023 Detalles | Jerusalén  | Países Bajos | 21–18 | España       | Lituania     | 22–14 | Portugal     |
| 2024 Detalles | Viena      | España       | 19–11 | Francia      | Países Bajos | 21–14 | Polonia      |
| 2025 Detalles | Copenhague |              |       | –            |              | –     |              |

## Palmarés
Actualizado hasta la edición 2024.
| Núm. | País         | Oro | Plata | Bronce | Total |
| ---- | ------------ | --- | ----- | ------ | ----- |
| 1    | Francia      | 3   | 1     | 1      | 5     |
| 2    | España       | 2   | 3     | 0      | 5     |
| 3    | Rusia        | 2   | 0     | 1      | 3     |
| 4    | Países Bajos | 1   | 2     | 2      | 5     |
| 5    | Hungría      | 1   | 0     | 0      | 1     |
| 6    | Eslovenia    | 0   | 1     | 0      | 1     |
| 6    | Rumania      | 0   | 1     | 0      | 1     |
| 6    | Alemania     | 0   | 1     | 0      | 1     |
| 9    | Bélgica      | 0   | 0     | 1      | 1     |
| 9    | Ucrania      | 0   | 0     | 1      | 1     |
| 9    | Letonia      | 0   | 0     | 1      | 1     |
| 9    | Polonia      | 0   | 0     | 1      | 1     |
| 9    | Lituania     | 0   | 0     | 1      | 1     |